# Villetaneuse

Villetaneuse en la Petite Couronne.

 Villetaneuse  es una localidad y comuna francesa, en la región de Isla de Francia, departamento de Sena-San Denis, en el distrito de Saint-Denis y cantón de Pierrefitte-sur-Seine.
Está integrada en la Communauté d’agglomération Plaine Commune.

## Demografía
| 262 | 281 | 294 | 362 | 387 | 378 | 338 | 365 | 366 | 489 | 567 | 490 | 450 | 536 | 562 | 718 | 643 | 826 | 855 | 950 | 1 278 | 1 844 | 3 213 | 3 251 | 3 066 | 3 937 | 4 892 | 7 405 | 8 909 | 10 080 | 11 177 | 11 376 | 12 378 |
| Para los censos de 1962 a 1999 la población legal corresponde a la población sin duplicidades (Fuente: INSEE [Consultar]) |     |     |     |     |     |     |     |     |     |     |     |     |     |     |     |     |     |     |     |       |       |       |       |       |       |       |       |       |        |        |        |        |

Forma parte de la aglomeración urbana parisina.